# Сарвастівада
 Вайбгашика (також Сарвастівада, санскр. सर्वास्तिवादि, кит.: 說 一切 有 部) — філософська школа буддизму, яку відносять до хінаяни, останнім часом не має безпосередніх послідовників, хоча її праці активно використовують в багатьох школах махаяни.

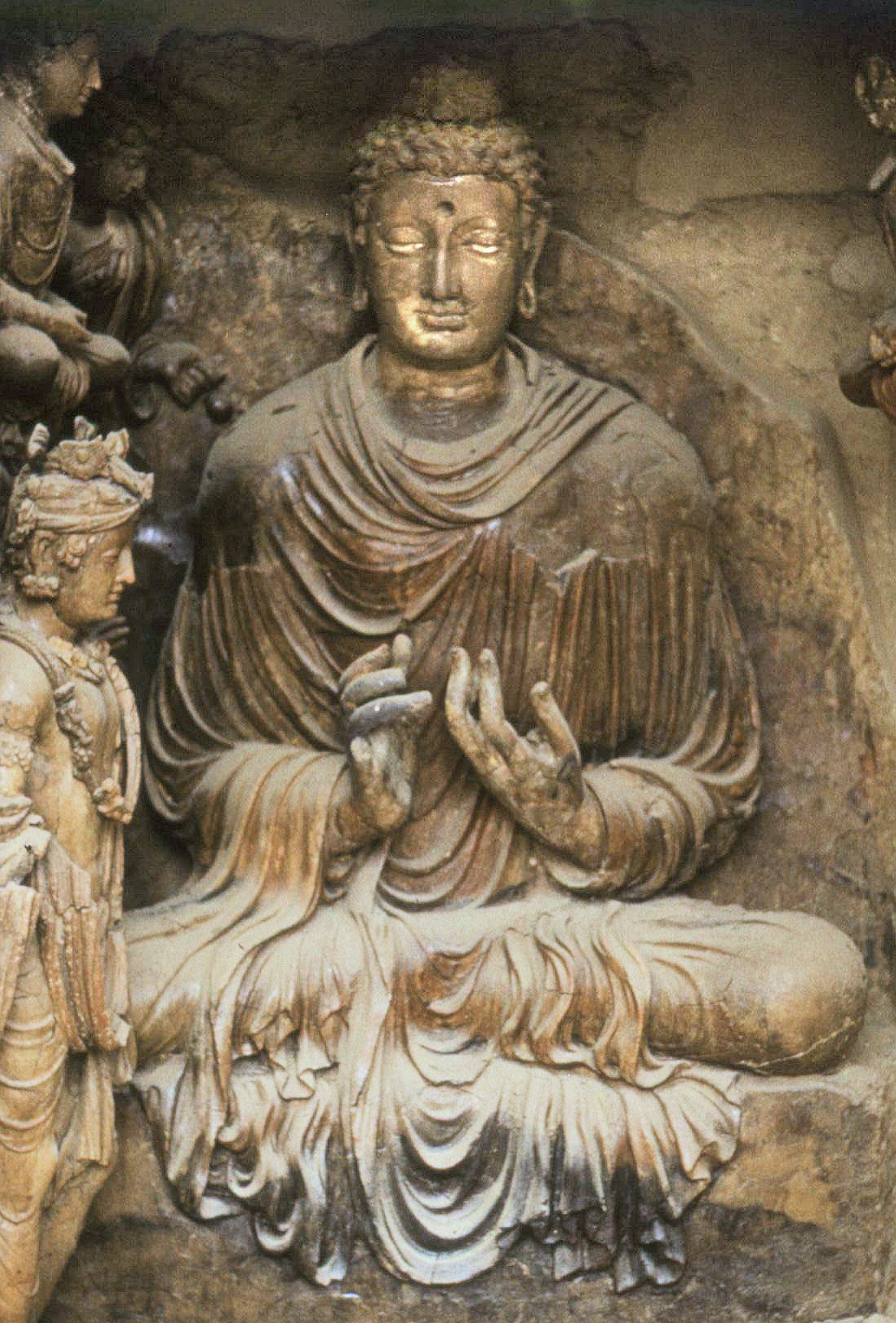
Сидячий Будда в монастирі Сарвастівади Тапа Шотор, 2 століття нашої ери.

Назва  Вайбгашика  походить від трактату Магавібгаша («Великий коментар»), написаного мислителем Паршвою (дотепер він зберігся лише в китайському перекладі). Інша назва — Сарвастівада (від санскритських слів сарва — «все» і асті — «є»), пов'язана з тим, що її представники вчили, що реальне все (тобто всі дгарми, сарва дгарма); всі дгарми (минулі, справжні та майбутні) реальні, і нічого більш реального, ніж дгарми, нема. Ця школа також стверджувала, що дгарми мають дійсний онтологічний статус (драв'я сат), будучи одночасно умовними одиницями мови опису психофізичного досвіду, тобто знов-таки дгарм (праджняпті сат).
Представники цієї школи передусім займалися класифікацією та описом дгарм у контексті релігійної доктрини буддизму. Вони також були й епістемологічними реалістами, тобто не лише визнавали реальне існування зовнішнього світу поза свідомістю, яка його сприймає, а й стверджували його повну адекватність світу, який сприймають живі істоти, включаючи їх у свою свідомість як об'єктний бік їхнього досвіду.
Найважливішим пам'ятником цієї школи є «Енциклопедія абгідгарми» — Абгідгармакоша (V століття), написана великим буддійським мислителем Васубандгою.
Серед критиків сарвастивади був також Нагарджуна, який категорично не приймав ідею подібних атомних елементів в основі спостережуваних явищ і теорію причинності Вайбгашики.
На Далекому Сході Сарвастівада представлена китайською школою цзюйше-цзун та відповідною японською школою Куся-сю, зосередженими на вивченні абгідгармакоші, перекладеної на китайську Сюаньцзаном.